# Henri Bourgeois (militaire)
Pour les articles homonymes, voir Bourgeois et Henri Bourgeois.
Henri Bourgeois, né le 5 novembre 1900 à Port-Louis (Morbihan) et mort le 1er septembre 1948 à Paris, est un militaire français de la France libre, Compagnon de la Libération, colonel de l'Armée de terre française.

## Biographie
Saint-Cyrien (promotion de la devise du drapeau, 1920) Henri Bourgeois fait carrière dans l'infanterie coloniale en tant que capitaine ; participe à la bataille de France ; rallie la France libre en août 1940 avec le grade de commandant ; fait la campagne de Syrie et du Liban. Il entre au commandement des troupes coloniales. 
Il est promu lieutenant-colonel en 1942.
En 1944, il rejoint le Bureau central de renseignements et d'action (BCRA), l'amenant à participer à l'organisation des maquis de la libération de la France et devient colonel. 
Le colonel Henri Bourgeois meurt le 1er septembre 1948 à l'hôpital militaire du Val-de-Grâce, à Paris.

## Décorations
- Officier de la Légion d'honneur[Quand ?]
- Compagnon de la Libération - décret du 20 novembre 1944
- Croix de guerre 1939–1945, palme de bronze (3 citations)
- Croix de guerre des Théâtres d'opérations extérieurs (2 citations)
- Médaille coloniale avec agrafes « Maroc », « AFL », « Libye », « Bir-Hakeim », « Tunisie », « E-O »
- Médaille commémorative des services volontaires dans la France libre
- Médaille commémorative de Syrie-Cilicie avec agrafe « Levant »
- Insigne des blessés militaires
- Chevalier de l'ordre de l'Étoile noire (Bénin)